# Meteor (Automarke, Iowa)
Meteor war eine US-amerikanische Automobilmarke. Der Hersteller war in Bettendorf in Iowa ansässig.

## Beschreibung
Arno Peterson aus Bettendorf und Bodo Liebert aus dem Nachbarort Davenport entwarfen bereits 1906 einen Prototyp, gründeten die Meteor Auto Works und schafften es nicht in die Serienproduktion.
1907 bewältigte ein Meteor mit 60 bhp-(44 kW)-Rutenber-Motor die Strecke Chicago–St. Louis (644 km) in 23 Stunden.
1908 gründeten sie dann die Meteor Motor Car Company.  Im März 1908 wurde ein in Serie gefertigter Wagen vorgestellt. Der große Wagen hatte 3048 mm Radstand und sein Vierzylindermotor leistete 50 bhp (37 kW). Es gab drei Aufbauten: einen viersitzigen Runabout, einen Tourenwagen mit fünf Sitzen und eine Limousine mit ebenfalls fünf Sitzen. Im Folgejahr kam noch ein Tourenwagen mit sieben Sitzen dazu. Für US$ 3000,– bis US$ 4000,– waren die Fahrzeuge zu erwerben.
Das Unternehmen war recht erfolgreich, bis ein Brand im Sommer 1909 die Fabrikgebäude komplett zerstörte. Die technischen Unterlagen konnten zwar gerettet werden, eine Fertigung kam aber nicht mehr zu Stande.
Im Januar 1910 wurde das Unternehmen aufgelöst und das Werk von der Bettendorf Axle Company übernommen.